# Stamboom Wilhelmina van Pruisen (1774-1837)
Dit is de stamboom van Wilhelmina van Pruisen (1774-1837).
| Stamboom Wilhelmina van Pruisen (1774-1837)                                      | Stamboom Wilhelmina van Pruisen (1774-1837)                                                  | Stamboom Wilhelmina van Pruisen (1774-1837)                                                  | Stamboom Wilhelmina van Pruisen (1774-1837)                                                  | Stamboom Wilhelmina van Pruisen (1774-1837)                                                  | Stamboom Wilhelmina van Pruisen (1774-1837)                                                  | Stamboom Wilhelmina van Pruisen (1774-1837)                                                  | Stamboom Wilhelmina van Pruisen (1774-1837)                                                  | Stamboom Wilhelmina van Pruisen (1774-1837)                                                  | Stamboom Wilhelmina van Pruisen (1774-1837)                                                  | Stamboom Wilhelmina van Pruisen (1774-1837)                                                  | Stamboom Wilhelmina van Pruisen (1774-1837)                                                  | Stamboom Wilhelmina van Pruisen (1774-1837)                                                  | Stamboom Wilhelmina van Pruisen (1774-1837)                                                              | Stamboom Wilhelmina van Pruisen (1774-1837)                                                              | Stamboom Wilhelmina van Pruisen (1774-1837)                                                  | Stamboom Wilhelmina van Pruisen (1774-1837)                                                  | Stamboom Wilhelmina van Pruisen (1774-1837)                                                  | Stamboom Wilhelmina van Pruisen (1774-1837)                                                  | Stamboom Wilhelmina van Pruisen (1774-1837)                                                  | Stamboom Wilhelmina van Pruisen (1774-1837)                                                  | Stamboom Wilhelmina van Pruisen (1774-1837)                                                                                      | Stamboom Wilhelmina van Pruisen (1774-1837)                                                                                      | Stamboom Wilhelmina van Pruisen (1774-1837)                                                  | Stamboom Wilhelmina van Pruisen (1774-1837)                                                  | Stamboom Wilhelmina van Pruisen (1774-1837)                                                          | Stamboom Wilhelmina van Pruisen (1774-1837)                                                          | Stamboom Wilhelmina van Pruisen (1774-1837)                                                  | Stamboom Wilhelmina van Pruisen (1774-1837)                                                  | Stamboom Wilhelmina van Pruisen (1774-1837)                                                  | Stamboom Wilhelmina van Pruisen (1774-1837)                                                  | Stamboom Wilhelmina van Pruisen (1774-1837)                                                  | Stamboom Wilhelmina van Pruisen (1774-1837)                                                  | Stamboom Wilhelmina van Pruisen (1774-1837)                                                  | Stamboom Wilhelmina van Pruisen (1774-1837)                                                  |
| -------------------------------------------------------------------------------- | -------------------------------------------------------------------------------------------- | -------------------------------------------------------------------------------------------- | -------------------------------------------------------------------------------------------- | -------------------------------------------------------------------------------------------- | -------------------------------------------------------------------------------------------- | -------------------------------------------------------------------------------------------- | -------------------------------------------------------------------------------------------- | -------------------------------------------------------------------------------------------- | -------------------------------------------------------------------------------------------- | -------------------------------------------------------------------------------------------- | -------------------------------------------------------------------------------------------- | -------------------------------------------------------------------------------------------- | --- | --- | -------------------------------------------------------------------------------------------- | -------------------------------------------------------------------------------------------- | -------------------------------------------------------------------------------------------- | -------------------------------------------------------------------------------------------- | -------------------------------------------------------------------------------------------- | -------------------------------------------------------------------------------------------- | --- | --- | -------------------------------------------------------------------------------------------- | -------------------------------------------------------------------------------------------- | --- | --- | -------------------------------------------------------------------------------------------- | -------------------------------------------------------------------------------------------- | -------------------------------------------------------------------------------------------- | -------------------------------------------------------------------------------------------- | -------------------------------------------------------------------------------------------- | -------------------------------------------------------------------------------------------- | -------------------------------------------------------------------------------------------- | -------------------------------------------------------------------------------------------- |
| Grootouders                                                                      | August Willem van Pruisen (1722-1758) x 1742 Amalia van Brunswijk-Wolfenbüttel (1722-1780)   | August Willem van Pruisen (1722-1758) x 1742 Amalia van Brunswijk-Wolfenbüttel (1722-1780)   | August Willem van Pruisen (1722-1758) x 1742 Amalia van Brunswijk-Wolfenbüttel (1722-1780)   | August Willem van Pruisen (1722-1758) x 1742 Amalia van Brunswijk-Wolfenbüttel (1722-1780)   | August Willem van Pruisen (1722-1758) x 1742 Amalia van Brunswijk-Wolfenbüttel (1722-1780)   | August Willem van Pruisen (1722-1758) x 1742 Amalia van Brunswijk-Wolfenbüttel (1722-1780)   | August Willem van Pruisen (1722-1758) x 1742 Amalia van Brunswijk-Wolfenbüttel (1722-1780)   | August Willem van Pruisen (1722-1758) x 1742 Amalia van Brunswijk-Wolfenbüttel (1722-1780)   | August Willem van Pruisen (1722-1758) x 1742 Amalia van Brunswijk-Wolfenbüttel (1722-1780)   | August Willem van Pruisen (1722-1758) x 1742 Amalia van Brunswijk-Wolfenbüttel (1722-1780)   | August Willem van Pruisen (1722-1758) x 1742 Amalia van Brunswijk-Wolfenbüttel (1722-1780)   | August Willem van Pruisen (1722-1758) x 1742 Amalia van Brunswijk-Wolfenbüttel (1722-1780)   | August Willem van Pruisen (1722-1758) x 1742 Amalia van Brunswijk-Wolfenbüttel (1722-1780)               | August Willem van Pruisen (1722-1758) x 1742 Amalia van Brunswijk-Wolfenbüttel (1722-1780)               | Lodewijk IX van Hessen-Darmstadt (1719-1790) x 1741 Henriëtte Caroline van Palts-Tweebruggen | Lodewijk IX van Hessen-Darmstadt (1719-1790) x 1741 Henriëtte Caroline van Palts-Tweebruggen | Lodewijk IX van Hessen-Darmstadt (1719-1790) x 1741 Henriëtte Caroline van Palts-Tweebruggen | Lodewijk IX van Hessen-Darmstadt (1719-1790) x 1741 Henriëtte Caroline van Palts-Tweebruggen | Lodewijk IX van Hessen-Darmstadt (1719-1790) x 1741 Henriëtte Caroline van Palts-Tweebruggen | Lodewijk IX van Hessen-Darmstadt (1719-1790) x 1741 Henriëtte Caroline van Palts-Tweebruggen | Lodewijk IX van Hessen-Darmstadt (1719-1790) x 1741 Henriëtte Caroline van Palts-Tweebruggen                                     | Lodewijk IX van Hessen-Darmstadt (1719-1790) x 1741 Henriëtte Caroline van Palts-Tweebruggen                                     | Lodewijk IX van Hessen-Darmstadt (1719-1790) x 1741 Henriëtte Caroline van Palts-Tweebruggen | Lodewijk IX van Hessen-Darmstadt (1719-1790) x 1741 Henriëtte Caroline van Palts-Tweebruggen | Lodewijk IX van Hessen-Darmstadt (1719-1790) x 1741 Henriëtte Caroline van Palts-Tweebruggen         | Lodewijk IX van Hessen-Darmstadt (1719-1790) x 1741 Henriëtte Caroline van Palts-Tweebruggen         | Lodewijk IX van Hessen-Darmstadt (1719-1790) x 1741 Henriëtte Caroline van Palts-Tweebruggen | Lodewijk IX van Hessen-Darmstadt (1719-1790) x 1741 Henriëtte Caroline van Palts-Tweebruggen | Lodewijk IX van Hessen-Darmstadt (1719-1790) x 1741 Henriëtte Caroline van Palts-Tweebruggen | Lodewijk IX van Hessen-Darmstadt (1719-1790) x 1741 Henriëtte Caroline van Palts-Tweebruggen | Lodewijk IX van Hessen-Darmstadt (1719-1790) x 1741 Henriëtte Caroline van Palts-Tweebruggen | Lodewijk IX van Hessen-Darmstadt (1719-1790) x 1741 Henriëtte Caroline van Palts-Tweebruggen | Lodewijk IX van Hessen-Darmstadt (1719-1790) x 1741 Henriëtte Caroline van Palts-Tweebruggen | Lodewijk IX van Hessen-Darmstadt (1719-1790) x 1741 Henriëtte Caroline van Palts-Tweebruggen |
| Ouders                                                                           | Frederik Willem II van Pruisen (1744-1797) x 1769 Frederika van Hessen-Darmstadt (1751-1805) | Frederik Willem II van Pruisen (1744-1797) x 1769 Frederika van Hessen-Darmstadt (1751-1805) | Frederik Willem II van Pruisen (1744-1797) x 1769 Frederika van Hessen-Darmstadt (1751-1805) | Frederik Willem II van Pruisen (1744-1797) x 1769 Frederika van Hessen-Darmstadt (1751-1805) | Frederik Willem II van Pruisen (1744-1797) x 1769 Frederika van Hessen-Darmstadt (1751-1805) | Frederik Willem II van Pruisen (1744-1797) x 1769 Frederika van Hessen-Darmstadt (1751-1805) | Frederik Willem II van Pruisen (1744-1797) x 1769 Frederika van Hessen-Darmstadt (1751-1805) | Frederik Willem II van Pruisen (1744-1797) x 1769 Frederika van Hessen-Darmstadt (1751-1805) | Frederik Willem II van Pruisen (1744-1797) x 1769 Frederika van Hessen-Darmstadt (1751-1805) | Frederik Willem II van Pruisen (1744-1797) x 1769 Frederika van Hessen-Darmstadt (1751-1805) | Frederik Willem II van Pruisen (1744-1797) x 1769 Frederika van Hessen-Darmstadt (1751-1805) | Frederik Willem II van Pruisen (1744-1797) x 1769 Frederika van Hessen-Darmstadt (1751-1805) | Frederik Willem II van Pruisen (1744-1797) x 1769 Frederika van Hessen-Darmstadt (1751-1805)             | Frederik Willem II van Pruisen (1744-1797) x 1769 Frederika van Hessen-Darmstadt (1751-1805)             | Frederik Willem II van Pruisen (1744-1797) x 1769 Frederika van Hessen-Darmstadt (1751-1805) | Frederik Willem II van Pruisen (1744-1797) x 1769 Frederika van Hessen-Darmstadt (1751-1805) | Frederik Willem II van Pruisen (1744-1797) x 1769 Frederika van Hessen-Darmstadt (1751-1805) | Frederik Willem II van Pruisen (1744-1797) x 1769 Frederika van Hessen-Darmstadt (1751-1805) | Frederik Willem II van Pruisen (1744-1797) x 1769 Frederika van Hessen-Darmstadt (1751-1805) | Frederik Willem II van Pruisen (1744-1797) x 1769 Frederika van Hessen-Darmstadt (1751-1805) | Frederik Willem II van Pruisen (1744-1797) x 1769 Frederika van Hessen-Darmstadt (1751-1805)                                     | Frederik Willem II van Pruisen (1744-1797) x 1769 Frederika van Hessen-Darmstadt (1751-1805)                                     | Frederik Willem II van Pruisen (1744-1797) x 1769 Frederika van Hessen-Darmstadt (1751-1805) | Frederik Willem II van Pruisen (1744-1797) x 1769 Frederika van Hessen-Darmstadt (1751-1805) | Frederik Willem II van Pruisen (1744-1797) x 1769 Frederika van Hessen-Darmstadt (1751-1805)         | Frederik Willem II van Pruisen (1744-1797) x 1769 Frederika van Hessen-Darmstadt (1751-1805)         | Frederik Willem II van Pruisen (1744-1797) x 1769 Frederika van Hessen-Darmstadt (1751-1805) | Frederik Willem II van Pruisen (1744-1797) x 1769 Frederika van Hessen-Darmstadt (1751-1805) | Frederik Willem II van Pruisen (1744-1797) x 1769 Frederika van Hessen-Darmstadt (1751-1805) | Frederik Willem II van Pruisen (1744-1797) x 1769 Frederika van Hessen-Darmstadt (1751-1805) | Frederik Willem II van Pruisen (1744-1797) x 1769 Frederika van Hessen-Darmstadt (1751-1805) | Frederik Willem II van Pruisen (1744-1797) x 1769 Frederika van Hessen-Darmstadt (1751-1805) | Frederik Willem II van Pruisen (1744-1797) x 1769 Frederika van Hessen-Darmstadt (1751-1805) | Frederik Willem II van Pruisen (1744-1797) x 1769 Frederika van Hessen-Darmstadt (1751-1805) |
| Wilhelmina van Pruisen (1774-1837) x 1791 Willem I van Oranje-Nassau (1772-1843) |                                                                                              |                                                                                              |                                                                                              |                                                                                              |                                                                                              |                                                                                              |                                                                                              |                                                                                              |                                                                                              |                                                                                              |                                                                                              |                                                                                              | | |                                                                                              |                                                                                              |                                                                                              |                                                                                              |                                                                                              |                                                                                              | | |                                                                                              |                                                                                              | | |                                                                                              |                                                                                              |                                                                                              |                                                                                              |                                                                                              |                                                                                              |                                                                                              |                                                                                              |
| Kinderen                                                                         | Willem II (1792-1849) x 1816 Anna Paulowna Romanov (1795-1865)                               | Willem II (1792-1849) x 1816 Anna Paulowna Romanov (1795-1865)                               | Willem II (1792-1849) x 1816 Anna Paulowna Romanov (1795-1865)                               | Willem II (1792-1849) x 1816 Anna Paulowna Romanov (1795-1865)                               | Willem II (1792-1849) x 1816 Anna Paulowna Romanov (1795-1865)                               | Willem II (1792-1849) x 1816 Anna Paulowna Romanov (1795-1865)                               | Willem II (1792-1849) x 1816 Anna Paulowna Romanov (1795-1865)                               | Willem II (1792-1849) x 1816 Anna Paulowna Romanov (1795-1865)                               | Willem II (1792-1849) x 1816 Anna Paulowna Romanov (1795-1865)                               | Willem II (1792-1849) x 1816 Anna Paulowna Romanov (1795-1865)                               | Willem II (1792-1849) x 1816 Anna Paulowna Romanov (1795-1865)                               | Willem II (1792-1849) x 1816 Anna Paulowna Romanov (1795-1865)                               | Willem II (1792-1849) x 1816 Anna Paulowna Romanov (1795-1865)                                           | Willem II (1792-1849) x 1816 Anna Paulowna Romanov (1795-1865)                                           | Frederik (1797-1881) x 1825 Louise van Pruisen (1808-1870)                                   | Frederik (1797-1881) x 1825 Louise van Pruisen (1808-1870)                                   | Frederik (1797-1881) x 1825 Louise van Pruisen (1808-1870)                                   | Frederik (1797-1881) x 1825 Louise van Pruisen (1808-1870)                                   | Frederik (1797-1881) x 1825 Louise van Pruisen (1808-1870)                                   | Frederik (1797-1881) x 1825 Louise van Pruisen (1808-1870)                                   | Frederik (1797-1881) x 1825 Louise van Pruisen (1808-1870)                                                                       | Frederik (1797-1881) x 1825 Louise van Pruisen (1808-1870)                                                                       | Paulina (1800-1806)                                                                          | Paulina (1800-1806)                                                                          | Marianne (1810-1883) x 1830 Albert van Pruisen (1809-1872)                                           | Marianne (1810-1883) x 1830 Albert van Pruisen (1809-1872)                                           | Marianne (1810-1883) x 1830 Albert van Pruisen (1809-1872)                                   | Marianne (1810-1883) x 1830 Albert van Pruisen (1809-1872)                                   | Marianne (1810-1883) x 1830 Albert van Pruisen (1809-1872)                                   | Marianne (1810-1883) x 1830 Albert van Pruisen (1809-1872)                                   | Marianne (1810-1883) x 1830 Albert van Pruisen (1809-1872)                                   | Marianne (1810-1883) x 1830 Albert van Pruisen (1809-1872)                                   | Marianne (1810-1883) x 1830 Albert van Pruisen (1809-1872)                                   | Marianne (1810-1883) x 1830 Albert van Pruisen (1809-1872)                                   |
| Kleinkinderen                                                                    | Willem III (1817-1890)                                                                       | Willem III (1817-1890)                                                                       | Willem III (1817-1890)                                                                       | Willem III (1817-1890)                                                                       | Alexander (1818-1848)                                                                        | Alexander (1818-1848)                                                                        | Hendrik (1820-1879)                                                                          | Hendrik (1820-1879)                                                                          | Hendrik (1820-1879)                                                                          | Hendrik (1820-1879)                                                                          | Ernst Casimir (1822)                                                                         | Ernst Casimir (1822)                                                                         | Sophie (1824-1897) x 1842 Karel Alexander van Saksen-Weimar-Eisenach (1818-1901)                         | Sophie (1824-1897) x 1842 Karel Alexander van Saksen-Weimar-Eisenach (1818-1901)                         | Louise (1828-1871) x 1850 Karel XV van Zweden (1826-1872)                                    | Louise (1828-1871) x 1850 Karel XV van Zweden (1826-1872)                                    | Willem (1833-1834)                                                                           | Willem (1833-1834)                                                                           | Frederik (1836-1846)                                                                         | Frederik (1836-1846)                                                                         | Maria (1841-1910) x 1871 Wilhelm van Wied (1845-1907)                                                                            | Maria (1841-1910) x 1871 Wilhelm van Wied (1845-1907)                                                                            | -                                                                                            | -                                                                                            | Charlotte (1831-1855)                                                                                | Charlotte (1831-1855)                                                                                | zoon (1832)                                                                                  | zoon (1832)                                                                                  | Albert (1837-1906)                                                                           | Albert (1837-1906)                                                                           | Elisabeth (1840)                                                                             | Elisabeth (1840)                                                                             | Alexandrine (1842-1906)                                                                      | Alexandrine (1842-1906)                                                                      |
| Kleinkinderen                                                                    | x 1839 Sophia van Württemberg (1818-1877)                                                    | x 1839 Sophia van Württemberg (1818-1877)                                                    | x 1879 Emma van Waldeck-Pyrmont (1858-1934)                                                  | x 1879 Emma van Waldeck-Pyrmont (1858-1934)                                                  | Alexander (1818-1848)                                                                        | Alexander (1818-1848)                                                                        | x 1853 Amalia van Saksen-Weimar-Eisenach (1830-1872)                                         | x 1853 Amalia van Saksen-Weimar-Eisenach (1830-1872)                                         | x 1878 Maria van Pruisen (1855-1888)                                                         | x 1878 Maria van Pruisen (1855-1888)                                                         | Ernst Casimir (1822)                                                                         | Ernst Casimir (1822)                                                                         | Sophie (1824-1897) x 1842 Karel Alexander van Saksen-Weimar-Eisenach (1818-1901)                         | Sophie (1824-1897) x 1842 Karel Alexander van Saksen-Weimar-Eisenach (1818-1901)                         | Louise (1828-1871) x 1850 Karel XV van Zweden (1826-1872)                                    | Louise (1828-1871) x 1850 Karel XV van Zweden (1826-1872)                                    | Willem (1833-1834)                                                                           | Willem (1833-1834)                                                                           | Frederik (1836-1846)                                                                         | Frederik (1836-1846)                                                                         | Maria (1841-1910) x 1871 Wilhelm van Wied (1845-1907)                                                                            | Maria (1841-1910) x 1871 Wilhelm van Wied (1845-1907)                                                                            | -                                                                                            | -                                                                                            | Charlotte (1831-1855)                                                                                | Charlotte (1831-1855)                                                                                | zoon (1832)                                                                                  | zoon (1832)                                                                                  | Albert (1837-1906)                                                                           | Albert (1837-1906)                                                                           | Elisabeth (1840)                                                                             | Elisabeth (1840)                                                                             | Alexandrine (1842-1906)                                                                      | Alexandrine (1842-1906)                                                                      |
| Achterkleinkinderen                                                              | Willem (1840-1879) Maurits (1843-1850) Alexander (1851-1884)                                 | Willem (1840-1879) Maurits (1843-1850) Alexander (1851-1884)                                 | Wilhelmina (1880-1962)                                                                       | Wilhelmina (1880-1962)                                                                       | -                                                                                            | -                                                                                            | -                                                                                            | -                                                                                            | -                                                                                            | -                                                                                            |                                                                                              |                                                                                              | Karel August (1844-1894) Marie (1849-1922) Maria Anna Sophia Elisabeth (1851-1859) Elisabeth (1854-1908) | Karel August (1844-1894) Marie (1849-1922) Maria Anna Sophia Elisabeth (1851-1859) Elisabeth (1854-1908) | Louise (1851-1926) Karel Oscar (1852-1854)                                                   | Louise (1851-1926) Karel Oscar (1852-1854)                                                   | -                                                                                            | -                                                                                            | -                                                                                            | -                                                                                            | Frederik (1872-1945) Alexander Herman (1874-1877) Willem (1876-1945) Viktor (1877-1946) Louise (1880-1965) Elisabeth (1883-1938) | Frederik (1872-1945) Alexander Herman (1874-1877) Willem (1876-1945) Viktor (1877-1946) Louise (1880-1965) Elisabeth (1883-1938) | -                                                                                            | -                                                                                            | Bernhard III (1851-1928) George Albert (1852-1853) Maria Elisabeth (1853-1923) levenloos kind (1855) | Bernhard III (1851-1928) George Albert (1852-1853) Maria Elisabeth (1853-1923) levenloos kind (1855) | -                                                                                            | -                                                                                            | Frederik Hendrik (1874-1940) Joachim Albrecht (1876-1939) Frederik Willem (1880-1925)        | Frederik Hendrik (1874-1940) Joachim Albrecht (1876-1939) Frederik Willem (1880-1925)        | -                                                                                            | -                                                                                            | Charlotte (1868-1944)                                                                        | Charlotte (1868-1944)                                                                        |